# Nibure Id
Die Würde des Nibure Id (äthiop. ንቡረ እድ) für den weltlichen Kirchenverwalter von Aksum und die Seyon-Kathedrale von Aksum war eine ältesten und höchsten im kaiserlichen Äthiopien. Nibure Id bedeutet „dem die Hand aufgelegt wurde“ und steht für die Ernennung des Würdenträgers durch den Kaiser. Bereits im 14. Jahrhundert hatte der Nibure Id große Bedeutung im Staat, resultierend aus der herausragenden Stellung Aksums in der Geschichte Äthiopiens als historische Hauptstadt und Ort der Kaiserkrönungen. Die Kaiser, die sich zur Krönung nach Aksum in der Seyon-Kathedrale begaben, räumten Aksum zahlreiche Privilegien ein. Später wurde der Nibure Id einer der Berater des regierenden Kaisers. Im Laufe der Zeit wurde der Titel dem eines weltlichen Ras und eines kirchlichen Bischofs gleichgestellt. Neben Aksum konnte ein Nibure Id auch für andere bedeutende Klöster ernannt werden (zum Beispiel Debre Dammo, Medina, Addis Alem). 